# Гіпотеза Пуанкаре
Гіпотеза Пуанкаре — найвідоміша задача топології. Неформально кажучи, вона стверджує, що кожен «тривимірний об'єкт», що має деякі властивості тривимірної сфери (наприклад, кожну петлю всередині нього можливо стягнути в точку), має бути такою сферою з точністю до деформації.
Анрі Пуанкаре представив гіпотезу в 1887 році. Відразу після появи вона схвилювала громадськість. Гіпотеза звучить так: «Будь-який замкнутий n-вимірний многовид гомотопічно еквівалентний n-вимірній сфері тоді і тільки тоді, коли він гомеоморфний їй».

## Гіпотеза Пуанкаре простою мовою
Коротко гіпотезу можно пояснити так. Уявіть трохи спущену повітряну кульку. Їй дуже легко можна надати необхідну форму: овальної сфери або куба, людини або тварини. Доступна різноманітність форм вражає. Однак існує форма, яка є універсальною, — куля, і форма, яку неможливо надати кульці, не вдаючись до розривів, — бублик (форма з діркою). Згідно з гіпотезою, предмети, у формі яких не передбачено отвір наскрізного типу, відрізняються однаковою основою. Приклад — куля. При цьому тіла з отворами (в математиці їх називають — тор) відрізняються властивістю сумісності один з одним, але не з суцільними об'єктами. Так, з пластиліну можна виліпити собаку або кішку, потім без проблем можна перетворити фігурку в кулю, а потім — в зайця або яблуко. При цьому можна обійтися без розривів. Якщо ж спочатку був виліплений бублик, то з нього може вийти «вісімка», надати масі форму кулі вже не вдасться. Ці приклади наочно демонструють несумісність сфери і тора.

## Доведення гіпотези Пуанкаре
Спроби довести гіпотезу Пуанкаре, як успішні, так і невдалі, привели до численних просувань у топології многовидів. Доведення гіпотези Пуанкаре (і загальнішої гіпотези Терстона про геометризацію), опубліковано в 2002 р. Григорієм Перельманом (медаль Філдса 2006 р.)
В 2006 журнал Science назвав доказ Григорієм Перельманом гіпотези Пуанкаре науковим «проривом року» (англ. Breakthrough of the Year). Це перша робота з математики, що заслужила таке звання.